# بيانكا بوتو
بيانكا بوتو (بالإسبانية: Bianca Botto)‏ مواليد 6 يونيو 1991 في ليما، هي لاعبة كرة مضرب بيروفية بدأت مسيرتها كمحترفة سنة 2007 تلعب باليد اليسرى. أعلى مركز لها في تصنيف رابطة محترفات كرة المضرب في الفردي كان المركز الـ 210 في سنة 2014. أعلى تصنيف لها في الزوجي كان 237.

## روابط خارجية
- بيانكا بوتو على موقع رابطة محترفات التنس (الإنجليزية)
- بيانكا بوتو على موقع الاتحاد الدولي لكرة المضرب (الإنجليزية)
- بيانكا بوتو على موقع كأس بيلي جين كينغ (الإنجليزية)
- بيانكا بوتو على موقع خلاصة التنس.كوم (الإنجليزية)
- بيانكا بوتو على موقع إي إس بي إن.كوم (الإنجليزية)